# Scleroprocta tetonica
Scleroprocta tetonica là một loài ruồi trong họ Limoniidae. Chúng phân bố ở miền Tân bắc.